# Sphaerarthrum fergussonense
Sphaerarthrum fergussonense es una especie de coleóptero de la familia Cantharidae.

## Distribución geográfica
Habita en Papúa Nueva Guinea.